# Neil Druckmann
Neil Druckmann (Telavive, 5 de dezembro de 1978) é um diretor de criação, roteirista e programador de jogos eletrônicos israeli-americano. Ele viveu em Israel até os dez anos de idade, onde suas experiências com entretenimento posteriormente influenciaram suas técnicas de narrativa. Ele mudou-se para os Estados Unidos em 1989 e estudou ciência da computação na Universidade Carnegie Mellon, formando-se e procurando um trabalho na indústria dos jogos eletrônicos.
Druckmann entrou na Naughty Dog inicialmente como um estagiário. Ele tornou-se programador em 2004, trabalhando em Jak 3 e Jak X: Combat Racing, em seguida atuando como projetista de jogo para Uncharted: Drake's Fortune e Uncharted 2: Among Thieves. Druckmann foi depois disso escolhido para trabalhar como diretor de criação e roteirista de The Last of Us, mantendo os cargos em Uncharted 4: A Thief's End e The Last of Us Part II. Além de seus trabalhos em jogos, ele também participou da produção dos quadrinhos Uncharted: Eye of Indra, A Second Chance at Sarah e The Last of Us: American Dreams.
Druckmann já foi muito elogiado por trabalho como roteirista de The Last of Us, recebendo indicações e vários prêmios por suas contribuições, incluindo um Prêmio DICE, dois Prêmios de Jogos da Academia Britânica e dois Prêmios do Sindicato dos Roteiristas. Seu trabalho em A Thief's End também foi bem recedido, com ele vencendo um prêmio do The Game Awards.

## Trabalhos

### Jogos eletrônicos
| Ano  | Título                                     | Crédito                                    |
| ---- | ------------------------------------------ | ------------------------------------------ |
| 2004 | Dikki Painguin in: TKO for the Third Reich | Programador de jogabilidade                |
| 2004 | Jak 3                                      | Programador de jogabilidade                |
| 2005 | Jak X: Combat Racing                       | Programador de jogabilidade                |
| 2007 | Uncharted: Drake's Fortune                 | Projetista de jogo; co-roteirista          |
| 2009 | Uncharted 2: Among Thieves                 | Co-projetista de jogo chefe; co-roteirista |
| 2009 | Jak and Daxter: The Lost Frontier          | Projeto e história original                |
| 2013 | The Last of Us                             | Diretor de criação; roteirista             |
| 2014 | The Last of Us: Left Behind                | Diretor de criação; roteirista             |
| 2016 | Uncharted 4: A Thief's End                 | Diretor de criação; co-roteirista          |
| 2017 | What Remains of Edith Finch                | Testador                                   |
| 2017 | Uncharted: The Lost Legacy                 | Chefe de desenvolvimento narrativo         |
| 2020 | The Last of Us Part II                     | Diretor de criação; co-roteirista          |
| TBA  | Intergalactic: The Heretic Prophet         | Diretor de criação; Roteirista             |

### Quadrinhos
| Ano  | Título                          | Crédito             |
| ---- | ------------------------------- | ------------------- |
| 2009 | Uncharted: Eye of Indra         | Diretor; roteirista |
| 2010 | A Second Chance at Sarah        | Roteirista          |
| 2013 | The Last of Us: American Dreams | Co-roteirista       |

## Prémios
Druckmann foi vencedor de inúmeros prémios por seu trabalho em The Last of Us (2013), incluindo o Writers Guild Award, dois prémios BAFTA, um prémio Academy of Interactive Arts and Sciences, um Game Developers Choice Awards e um Golden Joystick Award.